# Paulina Porizkova
Pavlina 'Paulina' Porizkova (Prostějov, 9 april 1965) is een in Tsjechië geboren actrice en model, zij heeft nu een Amerikaanse en Zweedse nationaliteit.

## Biografie
Toen Porizkova een peuter was vluchtten haar ouders in 1968 naar Lund vanwege de inval van het Warschaupact in Tsjecho-Slowakije, zij bleef achter en werd opgevoed door haar oma. Haar ouders proberen haar later terug te krijgen wat niet toe werd gelaten door de Tsjechische overheid, deze zaak werd breed uitgemeten in de pers wat haar zaak een cause célèbre maakte. Uiteindelijk werd het gezin met behulp van Olof Palme na zeven jaar weer met elkaar herenigd en kreeg zij ook de Zweedse nationaliteit. Vlak na de reünie scheidden haar ouders en verloor zij het contact met haar vader.
Porizkova werd gefotografeerd door een fotograaf die haar foto's in 1980 naar Elite Model stuurde, dit omdat de fotograaf bij hen wilde werken. In plaats van de fotograaf aan te nemen wilde Elite Model Porizkova contracteren als model en haalde haar naar Parijs. Zij heeft onder anderen geposeerd voor het blad Sports Illustrated en Playboy. In 1990 en 1992 werd zij door People gekozen als een van de vijftig mooiste vrouwen, in 1992 werd zij ook door Harper's Bazaar een van de 10 mooiste vrouwen uitgeroepen. Hierna heeft zij op meerdere covers gestaan, van onder anderen Vogue, Elle, Cosmopolitan en Glamour. In 1988 won zij een contract van zes miljoen dollar als het gezicht voor het bedrijf van Estée Lauder.
Porizkova begon in 1983 met acteren in de film Portfolio, waarna zij nog meerdere rollen speelde in films en televisieseries. In 1990 werd zij genomineerd voor een Golden Raspberry Award voor haar rol in de film Her Alibi in de categorie Slechtste Actrice.
Porizkova is in 1989 getrouwd met zanger Ric Ocasek met wie zij twee kinderen heeft.

## Filmografie

### Films
- 2004 Knots - als Lily Kildear
- 2004 Second Best - als Allison
- 2002 People I Know - als dr. Anna Fahri
- 2002 Nearest to Heaven - als Mary Rafelson
- 2001 Roomates - als Eliza
- 2001 Dark Asylum - als Maggi
- 2000 After the Rain - als Ellen Maxfield
- 2000 Partners in Crime - als Wallis P. Longsworth
- 2000 The Intern (2000) - als Chi Chi Chemise
- 1998 Long Time Since - als Diane Thwaite
- 1998 Thursday - als Dallas
- 1996 Wedding Bell Blues - als Tanya Touchev
- 1996 Female Perversions - als Langley Flynn
- 1992 Arizona Dream - als Millie
- 1989 Her Alibi - als Nina
- 1987 Anna - als Krystyna
- 1983 Portfolio - als model voor Elite Model

### Televisieseries
Uitgezonderd eenmalige gastrollen.
- 2016-2017 Nightcap - als Ana - 10 afl.
- 2009-2010 As the World Turns - als Clarissa - 5 afl.

- Biblioteca Nacional de España: XX4952882
- Gemeinsame Normdatei: 1089873433
- International Standard Name Identifier: 0000 0000 3270 8450
- Library of Congress Control Number: n91097209
- MusicBrainz: 1f488c6b-722a-4501-b7c2-fdfb93bc1710
- Nationale Bibliotheek van Tsjechië: ola200207481
- Nationale Bibliotheek van Israël: 987007605508005171
- Nederlandse Thesaurus van Auteursnamen: 309555922
- SNAC: w6p68m9m
- Virtual International Authority File: 84935430
- WorldCat: E39PBJbWtcPrRJj6b4JYq4PqQq